# Paul Villiers
Pour les articles homonymes, voir Villiers.
Paul Villiers (né Paul Edmond Villiers-Moriamé le 25 novembre 1883 à Paris et mort au combat à Crévic le 27 août 1914) est un peintre et artiste décorateur français.

## Biographie
Fils du professeur de chimie Antoine Villiers-Moriamé, Paul choisit très tôt de raccourcir son nom d'artiste. C'est donc sous celui de Paul Villiers qu'il reçoit, à sa sortie de l'Ecole des Arts décoratifs, au cours de la remise des prix du 27 juillet 1903, présidée par le grand statuaire Auguste Bartholdi, le prix Biais (composition d’ornement en loges), le prix Adrien Leroy (attribué à l’élève qui a eu le plus de nominations depuis 4 ans), et le prix d’honneur (attribué à l’élève qui a eu le plus de nominations dans l’année).
Il est ensuite l'élève de Fernand Cormon, peintre et professeur, aux Beaux-Arts et au sein de son propre Atelier, qui a formé plusieurs générations de peintres, parmi lesquels Toulouse-Lautrec ou Van Gogh. 
Il fréquente assidûment le Cercle international des Arts du 91 boulevard Raspail, où il expose dès 1909, au sein de l'Association des artistes de Paris et du département de la Seine. C'est là que Guillaume Apollinaire le remarque en 1910, avant, en 1912, à l'occasion d'une exposition à la Galerie Charles Brunner, rue Royale à Paris, de comparer ses ciels à ceux de Karl Edvard Diriks.
En 1911, Paul Villiers remporte le premier prix d’un concours organisé par le grand magasin Le Printemps en lien avec la société d'encouragement à l'art et à l'industrie. Il s’agit de concevoir un service de verrerie « d’une inspiration exclusivement moderne », qui est salué par Maurice Dufrène : « La série [des] verres est presque parfaite, le décor facile en est souple, simple, en place, les galbes neufs et francs ».
Il expose au Salon en 1909, 1910, 1911, 1912 (Chevaux de labour, fin de journée, numéro 1857), 1913 (Bergère aux champs, numéro 1812). Au Salon de 1912, il reçoit le prix de la Savoie (fondation Antoine Girard) qui fait partie du Prix national, ainsi qu’une médaille de troisième classe.
Mobilisé dès le début de la guerre comme simple soldat de deuxième classe, il meurt le 27 août 1914 à Crévic (Meurthe et Moselle) à l'issue de la Bataille de la trouée de Charmes.
En 1921, une exposition posthume lui est consacrée à Bagatelle, ainsi qu’à Pierre Gourdault et André Martin-Gauthereau, autres peintres également « morts pour la France ». Une notice lui est consacrée dans le dictionnaire Bénézit des peintres et dans sa version en ligne.
Il figure, sous son nom de naissance Paul Edmond Villiers-Moriamé, aux monuments aux morts de la ville de Paris du Père Lachaise inauguré le 11 novembre 2018 (et à sa version virtuelle), de l'école nationale supérieure des Beaux-Arts) et, sous son nom Paul Villiers, à celui de la commune de Grez-sur-Loing, où sa famille possédait une maison.

## Œuvre

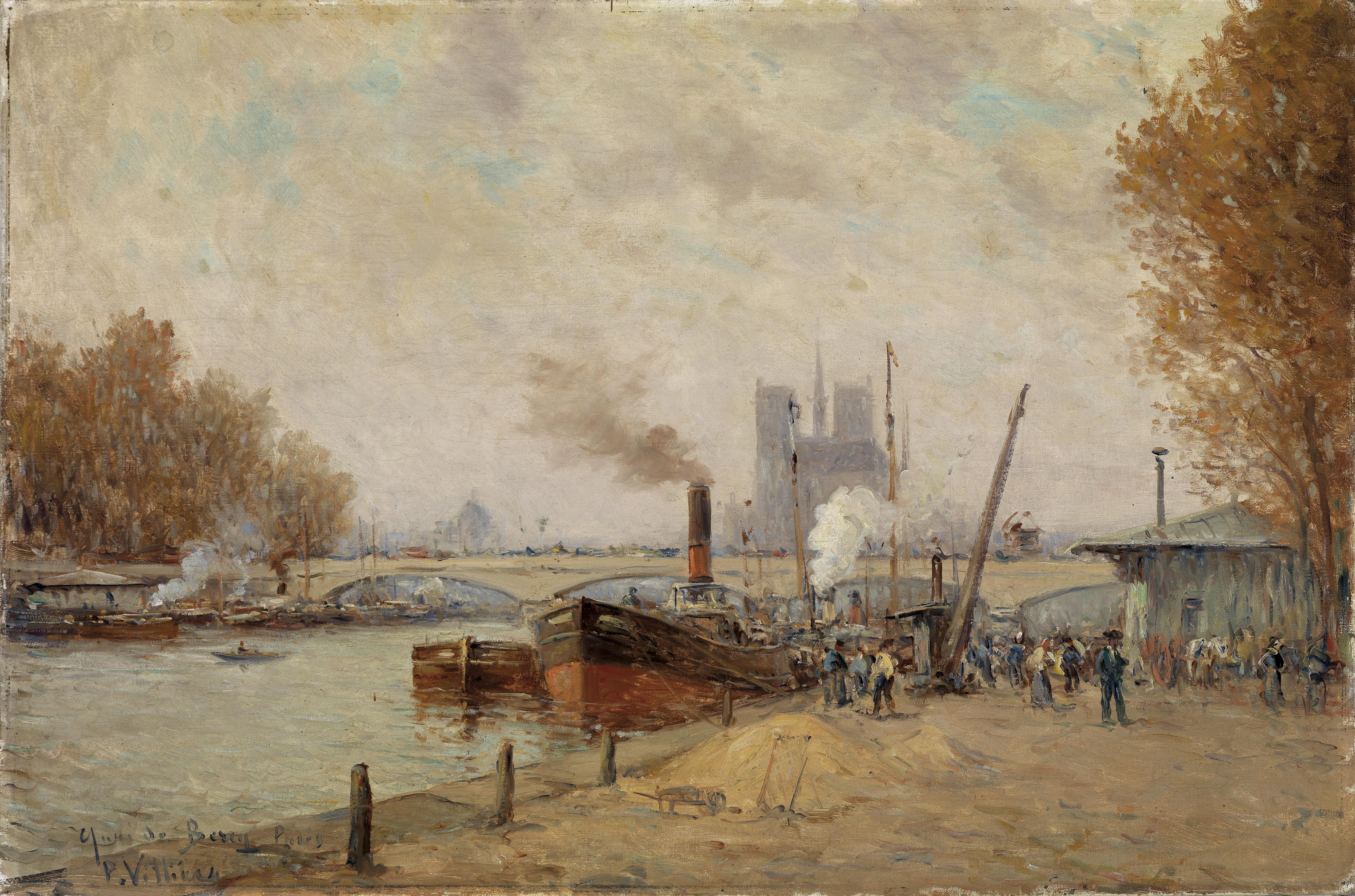
Paul Villiers, Quai de Bercy Paris (date inconnue)

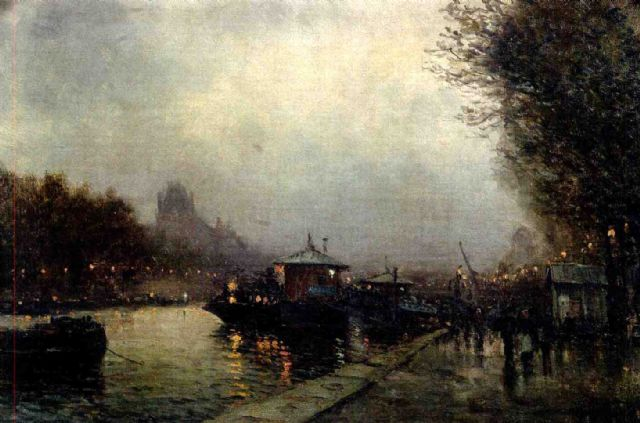
Paul Villiers, Après la pluie, quai d'Orsay (date inconnue)

Paul Villiers peint principalement des paysages. Il est à l'aise pour saisir le mouvement et la lumière des nuages, des flots. Il s'attache aux mouvements de la Seine à Paris (Quais de Bercy, Quai de la Rapée, Après la pluie), à ceux de la mer (Dimanche sur la plage à Deauville, qui rappelle Eugène Boudin), ou encore d'une rivière non nommée (La Rivière).